# Estoril

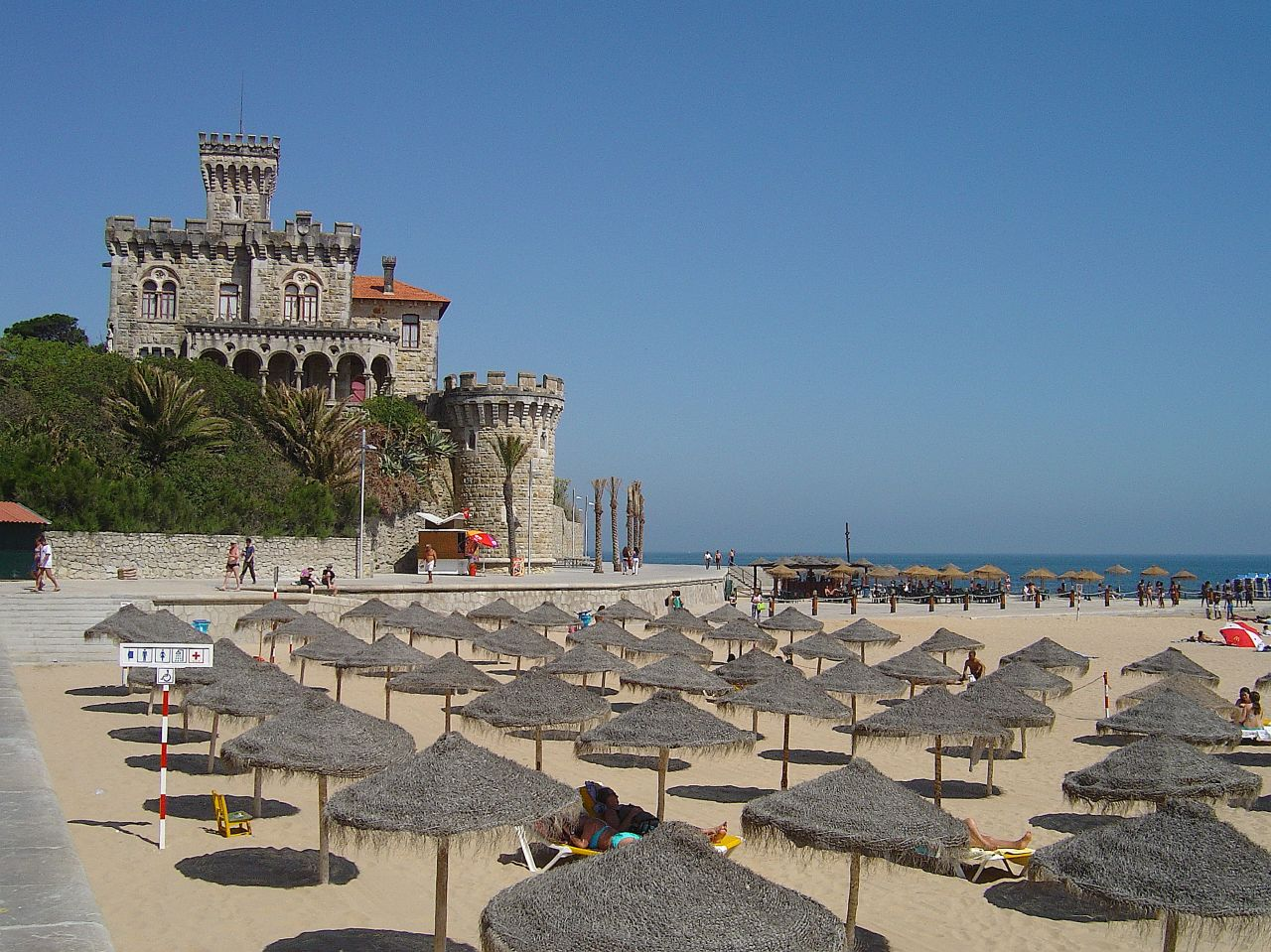
A Praia do Tamariz Estorilban

A Cascais közigazgatási területéhez tartozó Estoril kedvelt óceánparti üdülőhely Portugáliában. A főváros, Lisszabon közelében, attól 15 km  távolságra található. A két település között rendszeres gyorsvasúti összeköttetés van. Estorilban éppúgy megtalálhatóak a szép, 19. században épült villák és hotelek, mint a körülbelül 2000 éves római kori épületmaradványok. Híres kaszinója a Casino Estoril. A múltban  jelentős halászkikötő volt, de a 20. század óta főleg turisták célállomása.

## Története
A régészeti leletek bizonysága szerint már az újkőkorban is éltek itt emberek a helyi barlangokban. Először a Római Birodalom szállta meg. Ebből az  időszakból, az újkőkorhoz hasonlóan számos lelet maradt fenn (az 1. század utáni időszakból). A régészek villákat tárták fel, mely során család- és istennevek, valamint a fiaiknak adott nevek írásos nyomaira bukkantak.
Az arab megszállás idejéből is maradtak fenn írásos emlékek. Alcabideche szülötte Ibn Mucane arab költő volt az első, aki lejegyezte a szélmalmok bevezetését Európában. Tiszteletére egy emlékművet állítottak, mely a szélmalmok mellett található, a település szélén.
Az ország móroktól való visszahódítása után 1147-ben a helyiek halászattal kezdtek el foglalkozni. Estoril közigazgatásilag Cascais része, ezért történetük is egybeforrt. A feltételezések szerint a Cascais név a „cascas” szóból ered, ami kagylót jelent. A tengerhez való szoros kapcsolatuknak köszönhetően közigazgatásilag elszakadhattak Sintra településétől. 1370-ben I. Szép Ferdinánd portugál király uralkodása alatt lépett életbe I. Igazságos Péter rendelete, mely alapján Cascais elnyerte önállóságát. Földrajzi fekvése miatt a földrajzi felfedezések ideje alatt, melyben Portugália élen járt, az elsők között építettek itt világítótornyot a 16. században.
Itt ért partot 1560-ban Alba hercege II. Fülöp spanyol király megbízásából, Portugália elfoglalása céljából. Ennek sikere után a spanyol király Lisszabonból szándékozta irányítani országait. Cascais népe aktívan részt vett a függetlenség kivívásában. 1640-től több erődítményt is építettek a part mentén, melyek ma is fennállnak. Az 1755-ös lisszaboni földrengés itt is nagy pusztítást végzett. A város semleges maradt a napóleoni háborúkban. Junot tábornok, az első invázió parancsnoka a városban ütötte fel a hadiszállását. 1808-ban Junot vereséget szenvedett és visszatért Franciaországba.
A 19. gyalogezred 1810-ben elhagyta a Citadellát és csatlakozott a buçacoi csatához, melyben sikerült Napóleont megállítani. A 19. században a királyi család kezdett el idejárni fürdőzés céljából, ami mind népszerűbb lett Európában. Az 1930-as évek óta Cascais és Monte Estoril támogatta Estorilt abban, hogy portugál turizmus zászlóshajójává váljon.
Estoril volt a tartózkodási helye Bourbon János barcelonai grófnak, a spanyol trónkövetelőnek is a 20. század utolsó szakaszában.

## Magyar vonatkozása
Itt élt a második világháború után Horthy Miklós Magyarország kormányzója emigrációban és halt meg 1957-ben. Itt töltötte gyermekkorát unokája, Horthy István (Sharif).

## Éghajlata
Az estorili partszakaszra sokan úgy tekintenek, mint a Portugál Riviérára. Éghajlata különösen kellemes. Az átlaghőmérséklet még a leghűvösebb január-márciusi időszakban is 17,1 °C. A nyarak melegek. Számottevő csapadék csak kora tavasszal és ősszel van. A magasabb nyári hőmérséklet mellett állandó a szellő Estorilban.

## Látnivalók

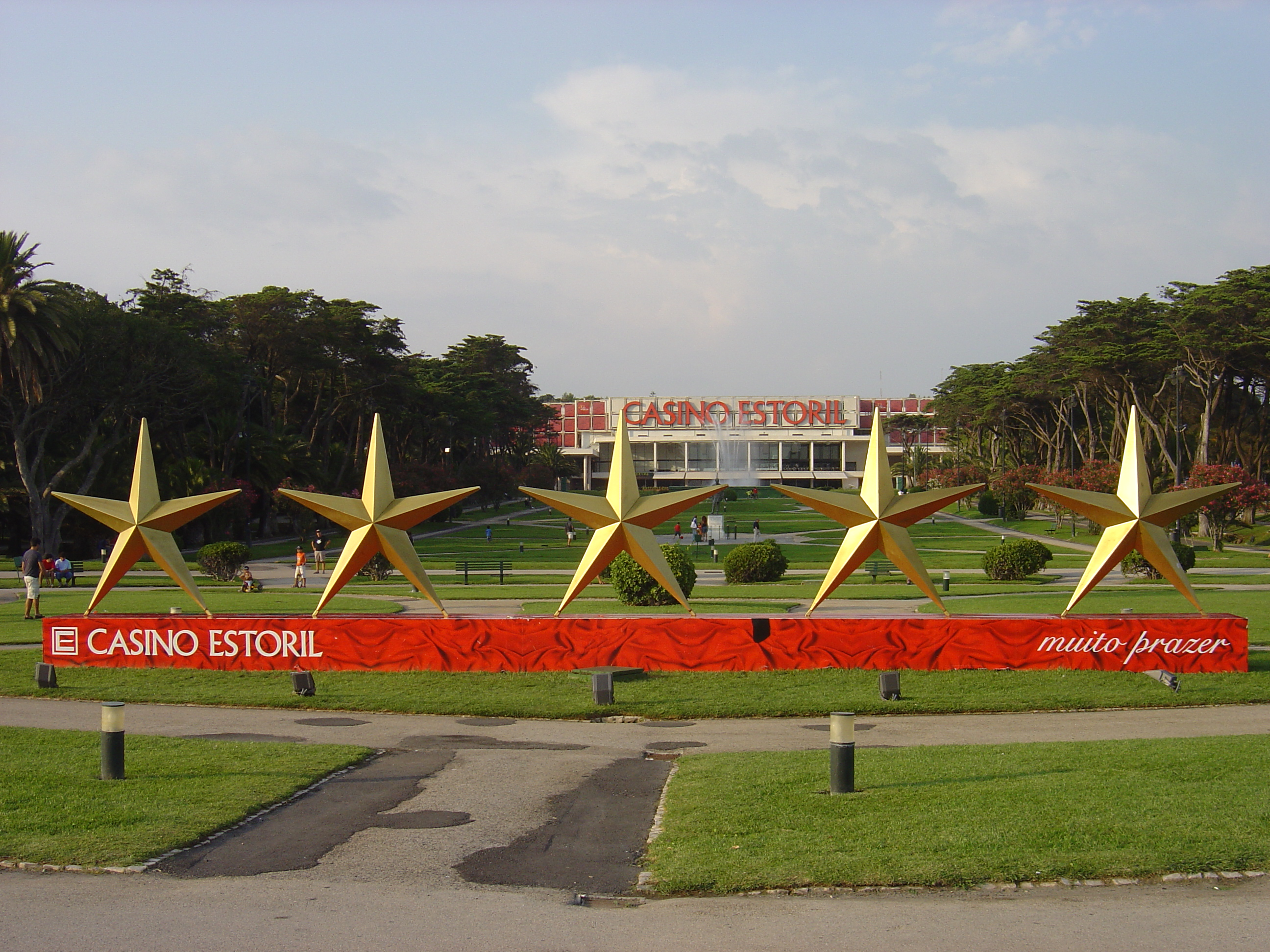
A Casino Estoril

A városháza, mely a város központjában, a halászpart mellett fekszik.
 A Citadella, mely a 16. században épült. 
 Az Assunção-templom, mely jellegzetesen portugál templom a 16. századból Josefa d'Obidos (1634-1684) festményeivel. 
 A Misericordia-templom.
 Hajósok temploma a tengerészek védőszentjeivel. 
 A Szent András-templom a 16. századból (a lisszaboni földrengés után újraépítették).

Pombal márki palotája. 
 A Casino Estoril Európa legnagyobb kaszinója, ahol a szerencsejáték mellett művészeti kiállításokat és zenei előadásokat is rendeznek. 
 A Városi Múzeum (Castro Guimarães Museum), ami a Castro Guimarães grófok középkori palotája, melyet 1924-ben adományoztak az önkormányzatnak.
 A Tengerészeti Múzeum.

## Sportélete
Fő klubja a GD Estoril-Praia.
A sportot tekintve megemlítendő még az estorili versenypálya, az Autódromo do Estoril, bár a Formula–1 versenynaptárában már nem szerepel. A pályán rendezik a gyorsaságimotoros-világbajnokság, a MotoGP egyik futamát. Az ATP éves tenisz tornája az Estoril Open, amit salakos talajon játszanak le. Emellett 7 golfpálya üzemel Estoril területén. Repülésre, vízi sportra és lovaglásra is van lehetőség.